# Wegkreuz (Poppenroth, Burkardrother Weg)

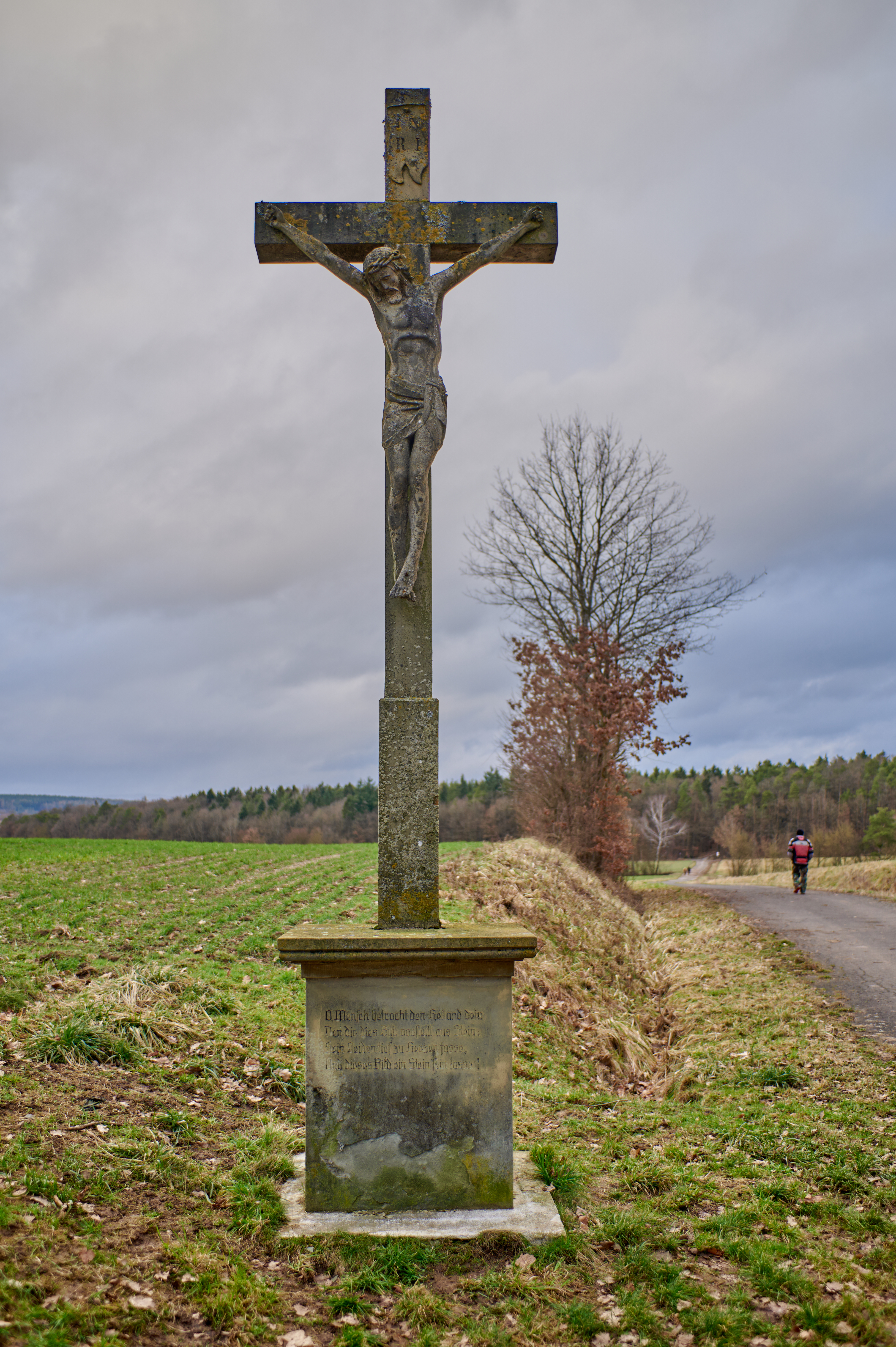
Kruzifix, Burkardrother Weg, Poppenroth

Das Kruzifix am Burkardrother Weg befindet sich in Poppenroth, einem Stadtteil von Bad Kissingen, der Großen Kreisstadt des unterfränkischen Landkreises Bad Kissingen. Es gehört zu den Bad Kissinger Baudenkmälern und ist unter der Nummer D-6-72-114-217 in der Bayerischen Denkmalliste registriert.

## Beschreibung
Das Kruzifix besteht aus Sandstein und entstand im Jahr 1869.
Das 530 cm hohe Kruzifix besteht aus zehn Teilen. Der 92 cm hohe und 83 cm lange Sockel trägt eine 15 cm hohe Gesimse-Platte mit einer Länge von 103 cm und einer Tiefe von 97 cm. Auf der Gesimse-Platte steht ein 1 m hoher Schaftsockel mit den Maßen 23 cm × 27 cm und einem Inschriftzettel: „IN/RI“. Der 350 cm hohe Kreuzschaft mit Kreuz hat die Maße 21 cm × 21 cm.
Der Sockel hat folgende Inschrift in gotischen Buchstaben:

„Ü Mensch betracht den Heiland dein

Den dir dies Bild vorstellt aus Stein;

Sein Leiden tief zu Herzen fasse,

Und dieses Bild ein Stein sein lasse!“

Auf der Rückseite befindet sich, ebenfalls in gotischer Schrift, folgende Inschrift:

„Gestiftet

von

Michael Schlereth

Und dessen Ehefrau Anna Schlerethybr />
geb. Pfrang

1869“

Die Sockelinschrift wurde bei einer Renovierung um das Jahr 1970 verändert.